# M39卵型手榴弾
M39卵型手榴弾（M39たまごがたしゅりゅうだん、Eihandgranate 39）は、1939年にドイツで開発された手榴弾である。

## 概要
M24型柄付手榴弾の後継として1939年から生産を開始した。製造工法には大量生産を考慮して他のドイツ製手榴弾同様プレス加工が用いられ、製造工程が容易な事から、第二次世界大戦中はM24よりも総生産数は多かったとされる。第一次世界大戦中には、コンセプトやサイズが本手榴弾と類似するM17卵型手榴弾が開発・採用されていた。
形状は携帯性を重視したことから、M24のような柄付型から卵型に変更され、本体重量はM24に比べて若干軽くなったとされる。後期生産型には軍服などに容易に吊るすことができるように、下部に引っ掛け用の金具が装着された。炸薬にはTNT火薬が用いられる。
炸薬量・殻厚ともに少なめで軽量なため遠くまで飛ばしやすい反面、有効半径は約10mと殺傷範囲は低い。この事から、後にM39は攻撃型手榴弾に分類されている。大戦末期には、外側に装着する破砕外筒が開発されている。
発火方式にはM24と同じく摩擦発火式装置が使用され、「BZ39信管」と呼ばれた。信頼性は高く、極寒の東部戦線などの寒冷地でも正常に動作したとされる。
M39の主な使用方法は、信管上部の安全キャップをねじ外すと、安全キャップと信管内部をつなぐ紐が現れる。外した安全キャップをつかんで紐を引き抜くことで内部の遅延薬に着火する仕組みである。安全キャップにはそれぞれ爆発までの遅延時間ごとに塗装が施され、青だと通常の4-5秒、灰色だと10秒、黄色だと7秒、赤だと短い1秒で爆発する。赤キャップのものは、吸着地雷やブービートラップなどに使用された。たとえば、赤キャップの代わりにわざと青キャップを取り付けておき、その手榴弾を戦場に放置しておけば、拾って使おうとした敵兵を早期爆発で死傷させることができた。

## 登場作品

### 映画
『ヒトラー 〜最期の12日間〜』
ベルリン脱出許可をアドルフ・ヒトラーに嘆願して拒否されたエルンスト＝ロベルト・グラヴィッツが、食事の席で家族と無理心中する際に使用。テーブルの下でM39卵型手榴弾の摩擦式信管を作動させるシーンがアップで撮影されている。

### ゲーム
『コール オブ デューティ3』
ドイツ軍兵士が胸に装着している。使用は不可能。